# Gare de Loures - Barbazan
Gare de Loures - Barbazan vasútállomás Franciaországban, Loures-Barousse településen.

## Vasútvonalak
Az állomást az alábbi vasútvonalak érintik:
- Montréjeau-Gourdan-Polignan-Luchon-vasútvonal

## Kapcsolódó állomások
A vasútállomáshoz az alábbi állomások vannak a legközelebb:
- Gare de Montréjeau - Gourdan-Polignan